# Lastaufnahmeeinrichtung
Eine Lastaufnahmeeinrichtung ist die Kombination von Lastaufnahmemitteln, Anschlagmitteln und Tragmitteln.
Das Tragmittel ist fix mit dem Hebezeug verbunden (z. B. Seil mit Kranhaken). An dem Tragmittel wird das Lastaufnahmemittel (z. B. Greifer) oder ein Anschlagmittel (z. B. Hebeband) befestigt, das dann die Verbindung mit der zu transportierenden Last herstellt.

## Lastaufnahmemittel
Ein Lastaufnahmemittel (LAM) (engl. load handling attachment) ist eine nicht zum Hebezeug gehörende Einrichtung, die zum Aufnehmen und Abgeben der Last mit dem Tragmittel des Hebezeuges verbunden werden kann.
Betrachtet man die technische Ausführung eines LAM näher, so kann man eine Unterscheidung nach aktiven und passiven Lastaufnahmemitteln vornehmen:
- ein aktives LAM verfügt über einen (eigenen) Antrieb, kann also eine Last selbständig und möglicherweise automatisch aufnehmen und abgeben; Beispiele für aktive LAM sind Teleskopgabel, Rollenbahn und Gurtförderer (Erläuterungen siehe unten)
- ein passives LAM verfügt über keinen Antrieb und kann daher eine Last nicht aktiv abgeben; die eigentliche Lastaufnahme erfolgt in Form von Führungsdornen /-schrägen oder auch einfach nur als glatte (führungslose) Fläche, auf der die Last abgestellt wird

### Lastaufnahmemittel in der Lagertechnik

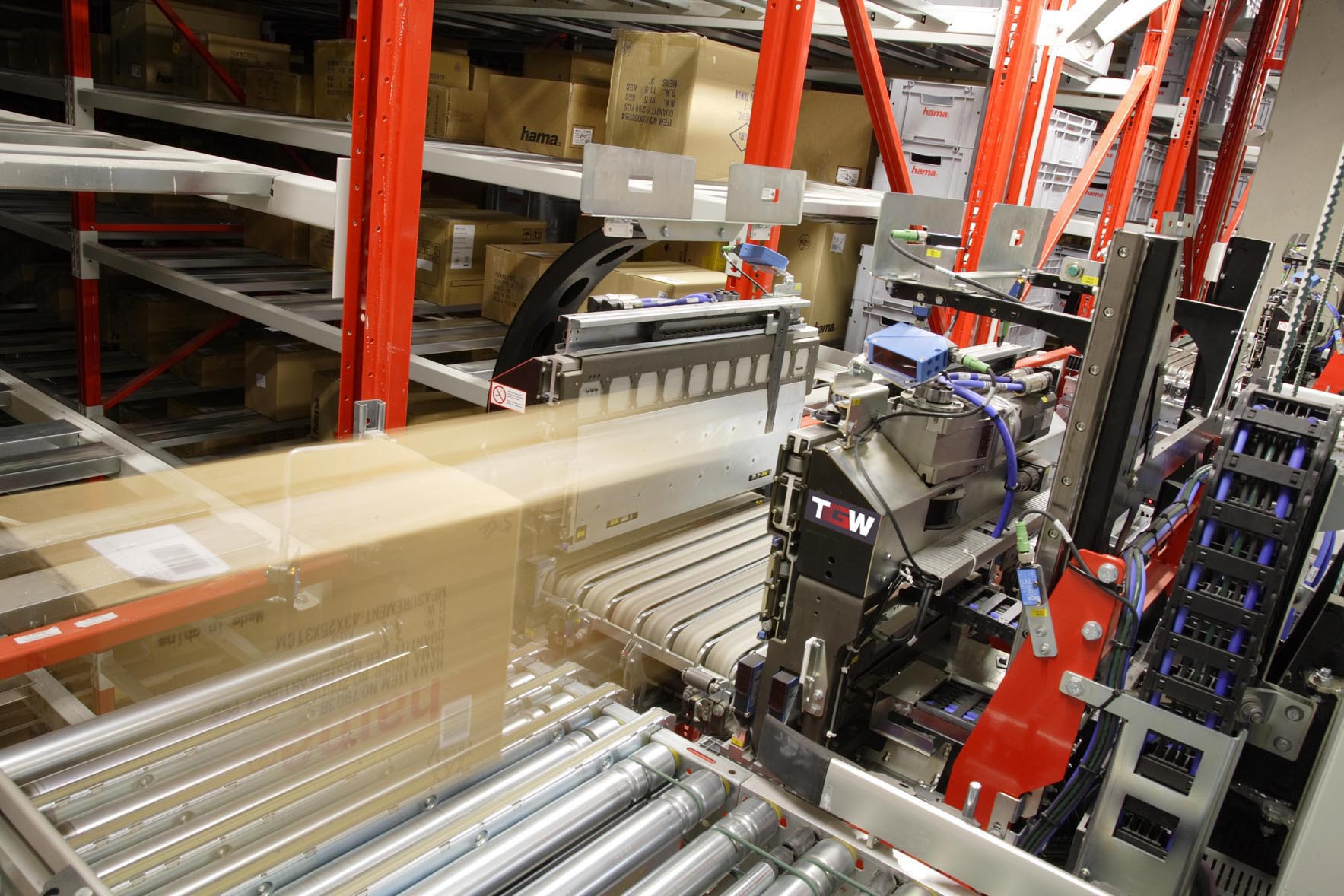
Lastaufnahmemittel mit Teleskoparmen für Kartons im automatischen Fachbodenlager

Zum Transport von Ladehilfsmitteln, beispielsweise Europaletten, Sonderpaletten, Gitterboxen oder Kleinteileladungsträger (KLT), werden in der Förder-  und Lagertechnik folgende Lastaufnahmemittel verwendet:

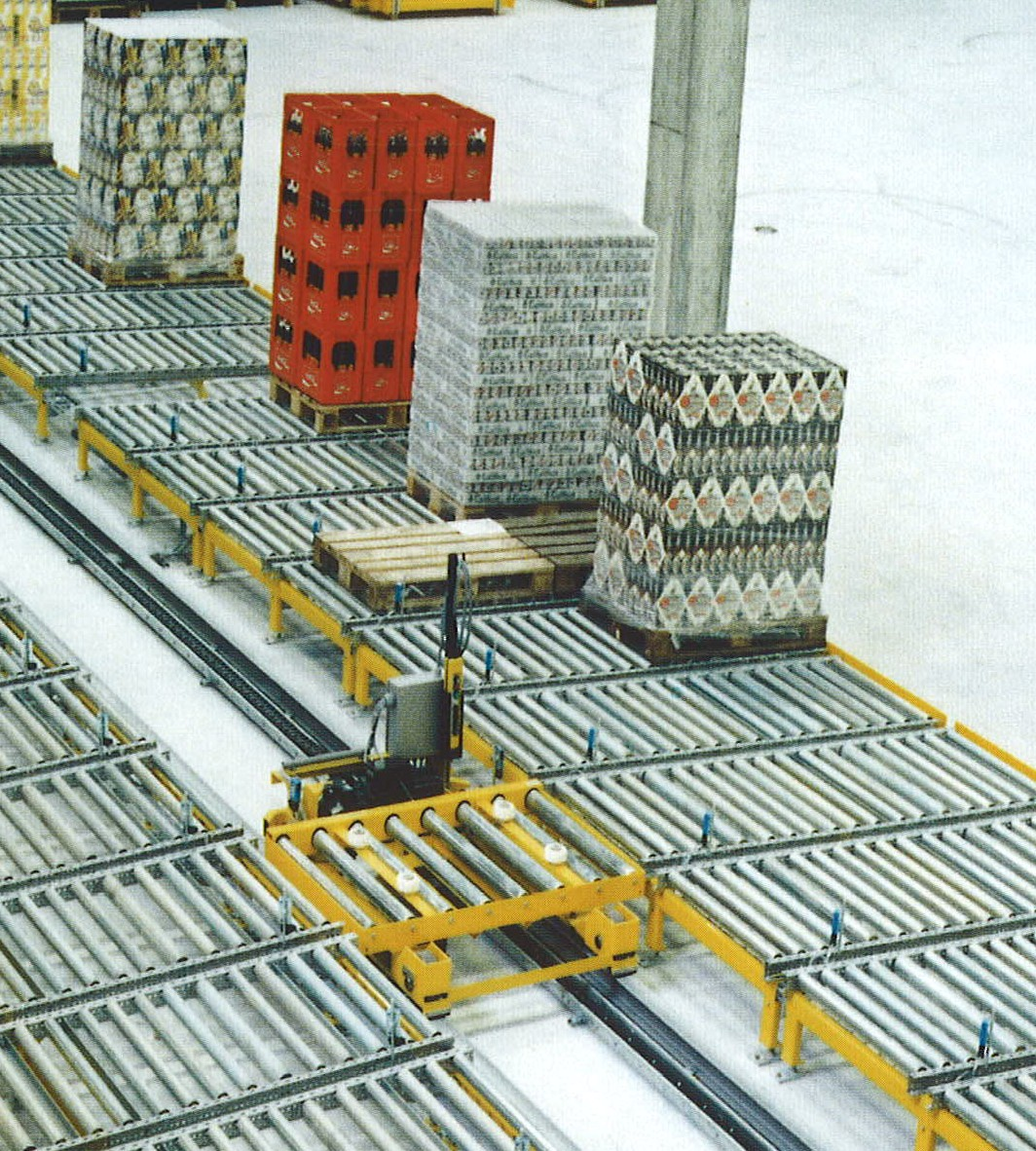
Neigbare, angetriebene Rollenbahn auf einem Verschiebewagen zur Abgabe von Europaletten an ortsfeste Schwerkraftrollenbahnen.

- Teleskopgabel (TG): Diese kann einfach- oder mehrfachtief mit ein oder mehreren Zinken ausgeführt sein. Zur Bewegung einer Europalette sind z. B. zwei Zinken vorhanden.
- Rollenbahnen werden zum Transport von Europaletten oder Gitterboxen in Längsrichtung eingesetzt. Die Übergabe einer Last kann auf andere angetriebene Rollenbahnen oder auf antriebslose Schwerkraftrollenbahnen erfolgen; je nach Neigungswinkel der Schwerkraftrollenbahn muss die abgebende Rollenbahn eventuell neigbar ausgeführt werden.
- Kettenförderer werden zum Transport von Europaletten oder Gitterboxen in Querrichtung eingesetzt, die Übergabe einer Last kann auf andere Kettenförderer erfolgen.
- Spezialeinrichtungen: beispielsweise Dorne (für Teppiche oder Rohre), Mehrfach-LAM oder Tauschvorrichtung (wenn zwei oder mehr Ladehilfsmittel transportiert werden), Kugeltische, Kommissionierwagen usw.

### Lastaufnahmemittel in der Krantechnik
- Ladegabeln
- Hakengeschirre
- Traversen
- Zangen und Klemmen
- Greifer
- Kübel
- Blockgreifer
- Walzengreifer
- C-Haken
- Blechpaketgreifer
- Coil-Haken
- Lasthebemagnete
- Vakuumheber
- Spreader

Laut Definition zählen oben angeführte Einrichtungen nur zu den LAM, wenn sie nicht fix (austauschbar) mit dem Tragmittel verbunden sind. Der Kranhaken z. B. gehört zum Tragmittel, da er fix mit dem Hubseil verbunden ist.
Oft werden noch Anschlagmittel als Bindeglied zwischen dem  Tragmittel und dem Lastaufnahmemittel bzw. der Last eingesetzt.

## Tragmittel
Ein Tragmittel (engl. suspension element) ist eine mit dem Hebezeug dauernd verbundene Einrichtung zur Aufnahme von Lastaufnahmemitteln, Anschlagmitteln oder Lasten.
Zu den Tragmitteln gehören außer den Seil- und Kettentrieben auch die mit dem Hubseil oder der Hubkette fest verbundenen Kranhaken, Greifer, Traversen, Zangen.

## Regelwerke
Bis Mai 2021 wurden die Lastaufnahmemittel im allgemeinen Regelwerk für das Betreiben von Arbeitsmitteln (DGUV-R 100-500, ehemals GUV-R 500) im Kapitel 2.8 aufgeführt.
Seit Dezember 2020 wurden die Inhalte in die DGUV Regel 109-017 „Betreiben von Lastaufnahmemitteln und Anschlagmitteln im Hebezeugbetrieb“ ausgegliedert.